# Anoba suggesta
Anoba suggesta är en fjärilsart som beskrevs av Walker 1858. Anoba suggesta ingår i släktet Anoba och familjen nattflyn. Inga underarter finns listade i Catalogue of Life.